# Plosobuden
Plosobuden is een bestuurslaag in het regentschap Lamongan van de provincie Oost-Java, Indonesië. Plosobuden telt 2231 inwoners (volkstelling 2010).